# Омало (Тушетия)
Омало (груз. ომალო) — поселок городского типа в Ахметском муниципалитетe грузинского региона Кахети (в исторической области Тушети).
Расположено на территории национального парка Тушети, в 8 км от границы с российским Дагестаном.

## География
Село находится между реками Тушетская Алазани и Пирикительская Алазани (бассейн р. Андийское Койсу), немного северо-западнее места их слияния.

## Интересные факты
В Омало снимался художественный фильм Георгия Данелии «Мимино».

## Инцидент с туристами
6 сентября 2011 года в селе были избиты и сброшены в реку трое германских туристов, оказавшихся геями.

## Галерея

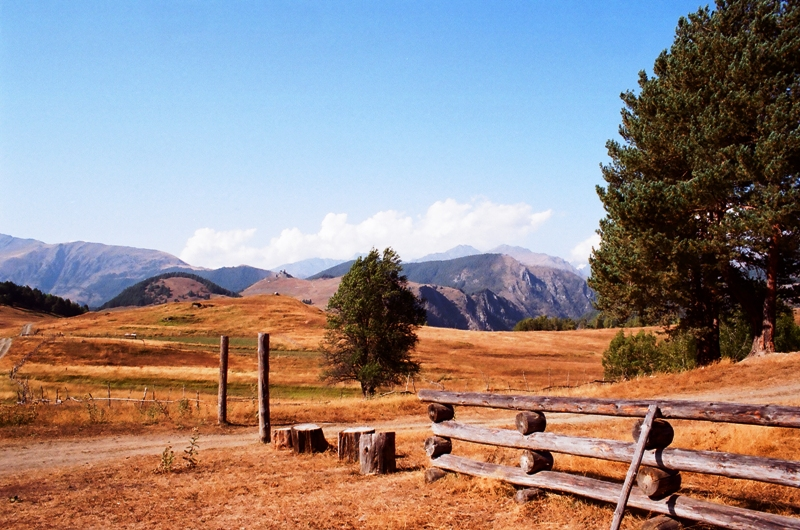
Окраина села Омало
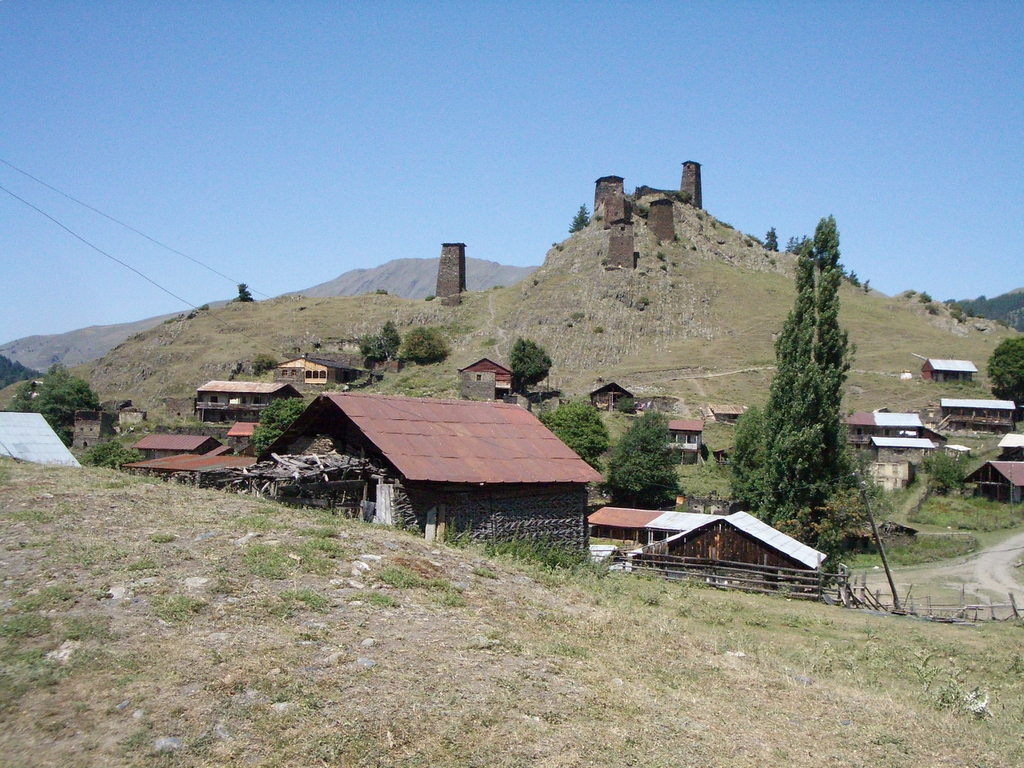
Село Омало
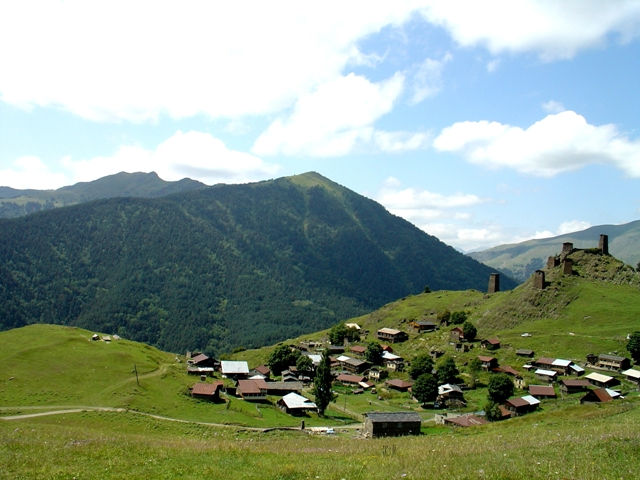
Вид на село Омало